# Chajim Guri
Chajim Guri (hebrejsky חיים גורי‎, v anglickém přepise Haim Gouri; 9. října 1923, Tel Aviv – 31. ledna 2018 Jeruzalém) byl izraelský básník, spisovatel, novinář a filmový dokumentarista.

## Biografie
Narodil se v Tel Avivu ještě za dob britské mandátní Palestiny. Po studiu na zemědělské škole Kadoorie vstoupil do elitních úderných jednotek Palmach. Roku 1947 byl poslán do Maďarska, kde pomáhal přeživším holocaustu s jejich cestou do mandátní Palestiny. Po vzniku Izraele se zúčastnil výcviku výsadkářů ve Stráži pod Ralskem v tehdejším Československu. Během izraelské války za nezávislost byl zástupcem velitele Negevské brigády, která spadala pod Palmach. Po válce studoval literaturu na Hebrejské univerzitě v Jeruzalémě a na Sorbonně v Paříži. Jako novinář pracoval v deníku la-Merchav a později v Davaru. Uznání se mu dostalo za jeho zpravodajské pokrytí soudního procesu s Adolfem Eichmannem z roku 1961.
Se svou ženou Alizou žil v Jeruzalémě.

### Literární kariéra
Guriho první báseň s názvem Mořská cesta se objevila roku 1945 v Mišmaru, který vedl Avraham Šlonsky. Jeho první sbírka básní s názvem פרחי אש‎ (doslova „Květiny ohně“) vyšla po izraelské válce za nezávislost v roce 1949.

## Ocenění
- V roce 1974 získal film המכה ה־81‎, ke kterému Guri napsal scénář, a jenž koprodukoval a spolurežíroval, nominaci na Oscara v kategorii Nejlepší celovečerní dokumentární film. Je součástí trilogie filmů s tematikou holocaustu, která dále zahrnuje filmy הים האחרון‎ a פני המרד‎.[5]
- V roce 1975 mu byla udělena Bialikova cena za hebrejskou literaturu[6] a v roce 1988 získal Izraelskou cenu za hebrejskou poezii.[7] Ta je udílena od roku 1953 a patří mezi nejvyšší izraelská státní vyznamenání. V roce 1998 byl vyznamenán cenou Uri Cvi Greenberga.[4]

## Dílo

### Poezie
- פרחי אש‎ (1949)
- שירי חותם‎ (1954)
- שושנת רוחות‎ (1960)
- תנועה למגע‎ (1968)
- מראות גיחזי‎ (1974)
- עד קו נשר‎ (1975)
- Words in My Love-Sick Blood (vybrané básně v anglickém překladu). Detroit: Wayne State University, 1996, ISBN 0-8143-2594-7.
- השירים‎, 2 svazky (1998)

### Fikce
- עסקת השוקולד‎ (1965). Anglický překlad: The Chocolate Deal. New York: Holt, Rinehart & Winston, 1968, ISBN 1-125-15196-X. Detroit: Wayne State University Press, 1999, ISBN 0-8143-2800-8.
- הספר המשוגע‎ (1971)
- החקירה: סיפור רעואל‎ (1980)

### Beletrie
- מול תא הזכוכית‎ (1962). Anglický překlad: Facing the Glass Booth: the Jerusalem Trial of Adolf Eichmann. Detroit: Wayne State University, 2004, ISBN 0-8143-3087-8.
- דפים ירושלמיים‎ (1968)

### Dokumentární filmy
- ha-Maka ha-šmonim ve-echad, 1974, distribuovaný s anglickými titulky organizací American Federation of Jewish Fighters, Camp Inmates and Nazi Victims
- ha-Jam ha-acharon, 1980
- Pnej ha-mered, 1985